# Liste der Kulturdenkmäler in Marburg Gesamtanlage 2: Westliche Stadterweiterung
Die folgende Liste enthält die in der Denkmaltopographie ausgewiesenen Kulturdenkmäler auf dem Gebiet des Ortsteils Westliche Stadterweiterung der  Stadt Marburg, Landkreis Marburg-Biedenkopf, Hessen.
Hinweis: Die Reihenfolge der Denkmäler in dieser Liste orientiert sich an der Anschrift, alternativ ist sie auch nach der Bezeichnung oder der Bauzeit sortierbar.
Kulturdenkmäler werden fortlaufend im Denkmalverzeichnis des Landes Hessen durch das Landesamt für Denkmalpflege Hessen auf Basis des Hessischen Denkmalschutzgesetzes (HDSchG) geführt. Die Schutzwürdigkeit eines Kulturdenkmals hängt nicht von der Eintragung in das Denkmalverzeichnis des Landes Hessen oder der Veröffentlichung in der Denkmaltopographie ab.

Diese Liste ist Teil der Liste der Kulturdenkmäler in Marburg.

## Gesamtanlage 2: Westliche Stadterweiterung
| Bild | Bezeichnung                                                                  | Lage | Beschreibung                                                     | Bauzeit        | Daten |
| --- | ---------------------------------------------------------------------------- | --- | ---------------------------------------------------------------- | -------------- | ----- |
| Bild gesucht BW | Gesamtanlage 2, Westliche Stadterweiterung                                   | Marburg, Barfüßertor, Calvinstraße, Franz-Leonhard-Weg, Gisonenweg, Lutherstraße, Ockershäuser Allee, Friedhof, Rotenberg, Sandweg, Sybelstraße, Universitätsstraße Lage |                                                                  |                |       |
| Bild gesucht BW | Wohnhaus                                                                     | Marburg, Barfüßertor 1 LageFlur: 21, Flurstück: 85/5 |                                                                  | 1904           |       |
| Wohnhaus | Wohnhaus                                                                     | Marburg, Barfüßertor 2 LageFlur: 29, Flurstück: 184/9 |                                                                  | 1888/89        |       |
| Bild gesucht BW | Sandsteinmauer, Gartenhaus                                                   | Marburg, Barfüßertor 3 LageFlur: 21, Flurstück: 144/86 |                                                                  | 1870er         |       |
| weitere Bilder | Wohnhaus                                                                     | Marburg, Barfüßertor 4 LageFlur: 29, Flurstück: 182/3 |                                                                  | 1657           |       |
| Sachgesamtheit Villa Hüter, Sandsteinmauer, Stall, Gartenlaube, Grabmonument                                                   | Sachgesamtheit Villa Hüter, Sandsteinmauer, Stall, Gartenlaube, Grabmonument | Marburg, Barfüßertor 5 LageFlur: 21, Flurstück: 363/85, 85/2 |                                                                  | 1895           |       |
| weitere Bilder | Sachgesamtheit Kapelle mit Friedhof Barfüßertor                              | Marburg, Barfüßertor 6 LageFlur: 29, Flurstück: 183, 216/4, 216/11 | Barocke Totenkirche (innen verändert), heute Auferstehungskirche | 1736           |       |
| Wohnhaus | Wohnhaus                                                                     | Marburg, Barfüßertor 7 LageFlur: 21, Flurstück: 88/1 |                                                                  | 1873/74        |       |
| Bild gesucht BW | Mauer, Tor                                                                   | Marburg, Barfüßertor 8/Haspelgäßchen LageFlur: 21, Flurstück: 95/1 |                                                                  | 1575           |       |
| Wohnhaus | Wohnhaus                                                                     | Marburg, Barfüßertor 10 LageFlur: 21, Flurstück: 95/3 |                                                                  | 1895           |       |
| Sandsteinmauer, Tor | Sandsteinmauer, Tor                                                          | Marburg, Barfüßertor 11 LageFlur: 21, Flurstück: 91 |                                                                  | 1772           |       |
| Wohnhaus | Wohnhaus                                                                     | Marburg, Barfüßertor 12 LageFlur: 21, Flurstück: 286/95 |                                                                  | 1890           |       |
| Sandsteinmauer, Gartenhaus | Sandsteinmauer, Gartenhaus                                                   | Marburg, Barfüßertor 13 LageFlur: 21, Flurstück: 349/92 |                                                                  | 1748           |       |
| Wohnhaus | Wohnhaus                                                                     | Marburg, Barfüßertor 14 LageFlur: 21, Flurstück: 690/96 |                                                                  | 1892/93        |       |
| Sandsteinmauer, Villa | Sandsteinmauer, Villa                                                        | Marburg, Barfüßertor 15 LageFlur: 21, Flurstück: 93/5 |                                                                  | 1887           |       |
| Bild gesucht BW | Sandsteinmauer, Doppelhaus                                                   | Marburg, Barfüßertor 15a/b LageFlur: 21, Flurstück: 741/109, 378/110 |                                                                  | 1903           |       |
| Wohnhaus | Wohnhaus                                                                     | Marburg, Barfüßertor 16 LageFlur: 21, Flurstück: 98/5 |                                                                  | 1845/46        |       |
| Wohnhaus | Wohnhaus                                                                     | Marburg, Barfüßertor 17 LageFlur: 21, Flurstück: 111/3 |                                                                  | 1899           |       |
| Sandsteinmauer, Wohnhaus | Sandsteinmauer, Wohnhaus                                                     | Marburg, Barfüßertor 19 LageFlur: 21, Flurstück: 605/111 |                                                                  | 1898           |       |
| Bild gesucht BW | Sandsteinmauer, Wohnhaus                                                     | Marburg, Barfüßertor 21 LageFlur: 21, Flurstück: 112/1 |                                                                  | 1902           |       |
| Wohnhaus | Wohnhaus                                                                     | Marburg, Barfüßertor 23 LageFlur: 21, Flurstück: 267/114 |                                                                  | 1883 ca.       |       |
| Sandsteinmauer, Wohnhaus | Sandsteinmauer, Wohnhaus                                                     | Marburg, Barfüßertor 25 LageFlur: 21, Flurstück: 115/6, 115/7 |                                                                  | 1882           |       |
| Bild gesucht BW | Wohnhaus                                                                     | Marburg, Barfüßertor 26 LageFlur: 21, Flurstück: 103/3 |                                                                  | 1882/83        |       |
| Wohnhaus | Wohnhaus                                                                     | Marburg, Barfüßertor 30 LageFlur: 21, Flurstück: 104/2 |                                                                  | 1887/88        |       |
| Wohnhaus | Wohnhaus                                                                     | Marburg, Barfüßertor 32 LageFlur: 21, Flurstück: 105/1 |                                                                  | 1883           |       |
| Ansicht von Südosten | Wohnhaus                                                                     | Marburg, Barfüßertor 34 LageFlur: 21, Flurstück: 264/106 | Familienbildungsstätte                                           | 1882           |       |
| Wohnhaus | Wohnhaus                                                                     | Marburg, Barfüßertor 38 LageFlur: 21, Flurstück: 106/1 |                                                                  | 1888           |       |
| Bild gesucht BW | Villa                                                                        | Marburg, Calvinstraße 1 LageFlur: 21, Flurstück: 15/1 |                                                                  | 1908           |       |
| Bild gesucht BW | Ehemaliges Dienerhaus                                                        | Marburg, Calvinstraße 1a LageFlur: 21, Flurstück: 745/15 |                                                                  | 1913           |       |
| Bild gesucht BW | Villa                                                                        | Marburg, Calvinstraße 2 LageFlur: 21, Flurstück: 16/4 |                                                                  | 1906           |       |
| Bild gesucht BW | Villa                                                                        | Marburg, Calvinstraße 4 LageFlur: 21, Flurstück: 18/114 |                                                                  | 1912/13        |       |
| Bild gesucht BW | Villa                                                                        | Marburg, Calvinstraße 5 LageFlur: 21, Flurstück: 559/42 |                                                                  | 1906           |       |
| Bild gesucht BW | Wohnhaus                                                                     | Marburg, Calvinstraße 6 LageFlur: 21, Flurstück: 511/18 |                                                                  | 1914           |       |
| Bild gesucht BW | Wohnhaus                                                                     | Marburg, Calvinstraße 8/10 LageFlur: 21, Flurstück: 661/18, 18/9 |                                                                  | 1929           |       |
| Bild gesucht BW | Villa                                                                        | Marburg, Calvinstraße 12 LageFlur: 21, Flurstück: 18/14 |                                                                  | 1913           |       |
| Bild gesucht BW | Skulptur                                                                     | Marburg, Gisonenweg 2 LageFlur: 21, Flurstück: 81/16 |                                                                  | 1926           |       |
| weitere Bilder | Ehem. Laboratorium Emil von Behrings, Schlosscafé                            | Marburg, Gisonenweg 5 LageFlur: 25, Flurstück: 321/61, 322/61, 66/1, 68                                                                                                  | Ehem. Schlossberg-Laboratorium, heute Teil des Herder-Instituts. | 1895           |       |
| Villa | Villa                                                                        | Marburg, Gisonenweg 7 LageFlur: 25, Flurstück: 262/59 | Hensel-Villa, heute Teil des Herder-Instituts.                   | 1905           |       |
| weitere Bilder | Gartenhaus                                                                   | Marburg, Gisonenweg 7a LageFlur: 25, Flurstück: 138/60 | Fachwerkhaus, heute Teil des Herder-Instituts.                   | 1879           |       |
| Villa | Villa                                                                        | Marburg, Gisonenweg 9 LageFlur: 25, Flurstück: 239/59 |                                                                  | 1896           |       |
| weitere Bilder | Ehem. Turnhalle Für Den Turnverein Marburg                                   | Marburg, Lutherstraße 2 LageFlur: 21, Flurstück: 79/25 |                                                                  | 1903           |       |
| Bild gesucht BW | Verbindungshaus                                                              | Marburg, Lutherstraße 3 LageFlur: 21, Flurstück: 63/1 |                                                                  | 1885           |       |
| Wohnhaus | Wohnhaus                                                                     | Marburg, Lutherstraße 4 LageFlur: 21, Flurstück: 359/78 |                                                                  | 1902/03        |       |
| Bild gesucht BW | Verbindungshaus                                                              | Marburg, Lutherstraße 5 LageFlur: 21, Flurstück: 646/67 |                                                                  | 1927           |       |
| Wohnhaus | Wohnhaus                                                                     | Marburg, Lutherstraße 6 LageFlur: 21, Flurstück: 339/77 |                                                                  | 1889           |       |
| Wohnhaus/Verbindungshaus | Wohnhaus/Verbindungshaus                                                     | Marburg, Lutherstraße 9 LageFlur: 21, Flurstück: 453/68 |                                                                  | 1898           |       |
| Wohnhaus/Verbindungshaus | Wohnhaus/Verbindungshaus                                                     | Marburg, Lutherstraße 11 LageFlur: 21, Flurstück: 455/68 |                                                                  | 1898           |       |
| Ehem. Kneipe und Kegelbahn | Ehem. Kneipe und Kegelbahn                                                   | Marburg, Lutherstraße 12 LageFlur: 21, Flurstück: 336/71 |                                                                  | 1887/88        |       |
| Verbindungshaus | Verbindungshaus                                                              | Marburg, Lutherstraße 14/14a LageFlur: 21, Flurstück: 449/56 |                                                                  | 1908/09        |       |
| Villa/Verbindungshaus | Villa/Verbindungshaus                                                        | Marburg, Lutherstraße 15 LageFlur: 21, Flurstück: 62 |                                                                  | 1896           |       |
| Mauer | Mauer                                                                        | Marburg, Lutherstraße 18 LageFlur: 21, Flurstück: 55/1, 55/2 |                                                                  |                |       |
| Verbindungshaus | Verbindungshaus                                                              | Marburg, Lutherstraße 21 LageFlur: 21, Flurstück: 632/60 |                                                                  | 1906/07        |       |
| Verbindungshaus | Verbindungshaus                                                              | Marburg, Lutherstraße 22 LageFlur: 21, Flurstück: 386/12 |                                                                  | 1910           |       |
| Verbindungshaus | Verbindungshaus                                                              | Marburg, Lutherstraße 23 LageFlur: 21, Flurstück: 450/59, 57/8 |                                                                  | 1909/10        |       |
| Pavillon | Pavillon                                                                     | Marburg, Lutherstraße o. Nr. LageFlur: 21, Flurstück: 310/57 |                                                                  | 1893           |       |
| Wohnhaus, ehem. Straßenbahndepot der Pferdeeisenbahn                                                                           | Wohnhaus, ehem. Straßenbahndepot der Pferdeeisenbahn                         | Marburg, Ockershäuser Allee 1/1a LageFlur: 21, Flurstück: 268/116 |                                                                  | 1882           |       |
| Kulturdenkmal „Marburg, Wohnhaus, Ockershäuser Allee 3, Flur: 21, Flurstück: 269/116“, Baujahr 1882, gesehen vom Wilhelmsplatz | Wohnhaus                                                                     | Marburg, Ockershäuser Allee 3 LageFlur: 21, Flurstück: 269/116 |                                                                  | 1882           |       |
| Kulturdenkmal „Marburg, Wohnhaus, Ockershäuser Allee 51, Flur: 21, Flurstück: 118/3“, Baujahr 1931, gesehen von Südosten       | Wohnhaus                                                                     | Marburg, Ockershäuser Allee 5a LageFlur: 21, Flurstück: 118/3 |                                                                  | 1931           |       |
| Wohnhaus | Wohnhaus                                                                     | Marburg, Ockershäuser Allee 10 LageFlur: 17, Flurstück: 3/6 |                                                                  | 1888           |       |
| Wohnhaus | Wohnhaus                                                                     | Marburg, Ockershäuser Allee 11 LageFlur: 21, Flurstück: 123/2 |                                                                  | 1888           |       |
| Wohnhaus | Wohnhaus                                                                     | Marburg, Ockershäuser Allee 13 LageFlur: 21, Flurstück: 439/123 |                                                                  | 1891           |       |
| weitere Bilder | Friedhofskapelle, Friedhof, Grabsteine                                       | Marburg, Ockershäuser Allee 13a LageFlur: 21, Flurstück: 125/6 |                                                                  | 1893/94        |       |
| Bild gesucht BW | Villa                                                                        | Marburg, Rotenberg 1 LageFlur: 21, Flurstück: 45/1 |                                                                  | 1880er         |       |
| Bild gesucht BW | Villa                                                                        | Marburg, Rotenberg 1b LageFlur: 21, Flurstück: 46 |                                                                  | 1909/10        |       |
| Bild gesucht BW | Villa                                                                        | Marburg, Rotenberg 1c LageFlur: 21, Flurstück: 561/43 |                                                                  | 1908           |       |
| Bild gesucht BW | Wohnhaus                                                                     | Marburg, Rotenberg 4 LageFlur: 21, Flurstück: 608/110 |                                                                  | 1902           |       |
| Bild gesucht BW | Wohnhaus                                                                     | Marburg, Rotenberg 8 LageFlur: 21, Flurstück: 111/1 |                                                                  | 1877 Baubeginn |       |
| Bild gesucht BW | Wohnhaus                                                                     | Marburg, Rotenberg 10 LageFlur: 21, Flurstück: 112/3 |                                                                  | 1926           |       |
| Bild gesucht BW | Villa                                                                        | Marburg, Rotenberg 11a LageFlur: 21, Flurstück: 41/4 |                                                                  | 1909           |       |
| Bild gesucht BW | Villa, Gartenhaus                                                            | Marburg, Rotenberg 15 LageFlur: 21, Flurstück: 41/8 |                                                                  | 1896           |       |
| Bild gesucht BW | Ehem. Deutsche Burse zu Marburg                                              | Marburg, Rotenberg 21 LageFlur: 21, Flurstück: 21/4 |                                                                  | 1913/14        |       |
| Bild gesucht BW | Villa                                                                        | Marburg, Rotenberg 22 LageFlur: 21, Flurstück: 29/15 |                                                                  | 1912           |       |
| Bild gesucht BW | Villa                                                                        | Marburg, Rotenberg 25 LageFlur: 21, Flurstück: 465/22 |                                                                  | 1912           |       |
| Bild gesucht BW | Wohnhaus                                                                     | Marburg, Rotenberg 28a LageFlur: 21, Flurstück: 436/23 |                                                                  | 1911           |       |
| Bild gesucht BW | Wohnhaus                                                                     | Marburg, Rotenberg 29 LageFlur: 21, Flurstück: 623/22 |                                                                  | 1922           |       |
| Bild gesucht BW | Wohnhäuser                                                                   | Marburg, Rotenberg 30/32/34/36/38/40/42/44 LageFlur: 22, Flurstück: 164/23, 163/23, 162/23, 161/23, 169/23, 168/23, 167/23, 166/23                                       |                                                                  | 1909/10        |       |
| Bild gesucht BW | Wohnhaus                                                                     | Marburg, Rotenberg 46 LageFlur: 22, Flurstück: 22/8 |                                                                  | 1932           |       |
| Bild gesucht BW | Sachgesamtheit Elisabethenhof                                                | Marburg, Rotenberg 58/60 LageFlur: 23, Flurstück: 29/5 |                                                                  | 1910           |       |
| Bild gesucht BW | Wohnhaus                                                                     | Marburg, Sandweg 1 LageFlur: 21, Flurstück: 488/18 |                                                                  | 1913/14        |       |
| Bild gesucht BW | Wohnhaus                                                                     | Marburg, Sandweg 1a LageFlur: 21, Flurstück: 181/13, 480/18 |                                                                  | 1912/13        |       |
| Bild gesucht BW | Villa                                                                        | Marburg, Sandweg 3 LageFlur: 21, Flurstück: 513/18 |                                                                  | 1915           |       |
| Bild gesucht BW | Gartenhaus                                                                   | Marburg, Sandweg 38 LageFlur: 24, Flurstück: 145/64 |                                                                  |                |       |
| Villa | Villa                                                                        | Marburg, Sybelstraße 1 LageFlur: 21, Flurstück: 351/94 |                                                                  | 1893           |       |
| Bild gesucht BW | Villa                                                                        | Marburg, Sybelstraße 3 LageFlur: 21, Flurstück: 349/92 |                                                                  | 1909           |       |
| Bild gesucht BW | Wohnhaus                                                                     | Marburg, Sybelstraße 4 LageFlur: 21, Flurstück: 72/3 |                                                                  | 1896           |       |
| Bild gesucht BW | Villa                                                                        | Marburg, Sybelstraße 6 LageFlur: 21, Flurstück: 75/3, 75/4 |                                                                  | 1876/77        |       |
| Bild gesucht BW | Wohnhaus                                                                     | Marburg, Sybelstraße 8 LageFlur: 21, Flurstück: 360/78 |                                                                  | 1898           |       |
| Bild gesucht BW | Sandsteinmauer, Gartenhaus                                                   | Marburg, Sybelstraße 9 LageFlur: 21, Flurstück: 347/89 |                                                                  | 1700 Baubeginn |       |
| Stützmauer | Stützmauer                                                                   | Marburg, Sybelstraße 12/Lutherstraße o. Nr. LageFlur: 21, Flurstück: 81/19                                                                                               |                                                                  |                |       |
| Wohnhaus | Wohnhaus                                                                     | Marburg, Sybelstraße 13 LageFlur: 21, Flurstück: 346/87 |                                                                  | 1893           |       |
| Wohnhaus | Wohnhaus                                                                     | Marburg, Sybelstraße 15 LageFlur: 21, Flurstück: 312/87 |                                                                  | 1893           |       |
| Wohnhaus | Wohnhaus                                                                     | Marburg, Sybelstraße 17 LageFlur: 21, Flurstück: 254/84 |                                                                  | 1885           |       |